# Daniel Matalon
Pour les articles homonymes, voir Matalon.
 (juin 2021).
Si vous disposez d'ouvrages ou d'articles de référence ou si vous connaissez des sites web de qualité traitant du thème abordé ici, merci de compléter l'article en donnant les références utiles à sa vérifiabilité et en les liant à la section « Notes et références ».
Daniel Matalon, né le 13 août 1914 à Salonique (Grèce) et mort le 21 avril 1987 à Marseille (Bouches-du-Rhône), est un homme politique français.

## Biographie
Employé de banque, Daniel Matalon s'engage en politique à la fin des années 1930, au sein du Parti socialiste ouvrier et paysan de Marceau Pivert.
Après la deuxième guerre mondiale, il rejoint la SFIO, et fait partie des proches de Gaston Defferre. Il participe à la mise en place du "système" qui va diriger la ville de Marseille pendant plusieurs décennies. Il est notamment président du conseil d'administration de la Société Coopérative Ouvrière de Manutention (SOCOMA), qu'il contribue à mettre en place avec notamment Charles-Emile Loo.
Elu conseiller municipal de Marseille en 1953, il représente la mairie au sein de l'Assistance publique de Marseille et de l'Office HLM municipal. Deux ans plus tard, en 1955, il est élu conseiller général des Bouches-du-Rhône, dans un canton marseillais. Il est rapporteur du budget départemental à partir de 1958.
Candidat malheureux une première fois lors des élections législatives de 1958, il est élu député en 1962 en battant le sortant Jean Fraissinet, représentant de la droite anti-gaulliste, grâce notamment au désistement du candidat communiste.
En 1965, avec un autre conseiller général, Marius Massias, il prend la tête d'une fronde de socialistes marseillais contre la stratégie de Gaston Defferre, qui souhaite construire une liste d'alliance avec la droite anti-gaulliste (MRP et CNI) pour les élections municipales à venir.
Mis en minorité, il est écarté des listes socialistes pour l'élection. Il décide alors de participer à des listes de "Front populaire", soutenues par les communistes, entrainant avec lui plusieurs sections socialistes de Marseille, dont trois sont dissoutes à la demande de Defferre.
Les listes SFIO-MRP-CNI l'emportent finalement, grâce au désistement des gaullistes, et Matalon perd son mandat municipal. Il est ensuite mis à l'écart de la SOCOMA, puis perd son mandat de conseiller général.
Il crée alors un petit parti, le Regroupement des socialistes et démocrates de gauche, qui demande son adhésion à la FGDS. Celle-ci n'est cependant pas acceptée, compte tenu de l'opposition de Defferre lui-même.
En 1967, il perd son siège de député au profit de Loo, Il retente sa chance aux élections législatives de 1968, mais sans aucun succès.
Il se retire alors de la vie politique.

## Détail des fonctions et des mandats
Mandat parlementaire
- 25 novembre 1962 - 2 avril 1967 : Député de la 2e circonscription des Bouches-du-Rhône